# Bahnstrecke Castleton–Eagle Bridge
| Gesellschaft: | zuletzt D&H          |                                     |                                     |
| Streckenlänge: | 83½ km               |                                     |                                     |
| Spurweite: | 1435 mm (Normalspur) |                                     |                                     |
| |                      |                                     |                                     |
| \| \| \| \| \| \| \| \| von Rutland \| \| \| \| \| nach Whitehall \| \| \| \| 0 \| Castleton VT (früher Keilbahnhof) \| Castleton VT (früher Keilbahnhof) \| \| \| \| Straßenbahn Rutland \| \| \| \| 2½ \| Parker Hill VT \| Parker Hill VT \| \| \| 3 \| Blissville VT \| Blissville VT \| \| \| \| Verbindung zur Straßenbahn Rutland \| \| \| \| 13 \| Poultney VT (Straßenbahn Rutland) \| Poultney VT (Straßenbahn Rutland) \| \| \| \| Poultney River \| \| \| \| \| Vermont/New York \| \| \| \| ? \| Raceville NY \| Raceville NY \| \| \| 22½ \| Middle Granville NY \| Middle Granville NY \| \| \| 25½ \| Granville NY \| Granville NY \| \| \| \| Mettawee River \| \| \| \| \| New York/Vermont \| \| \| \| 32 \| West Pawlet VT \| West Pawlet VT \| \| \| 43½ \| Rupert VT \| Rupert VT \| \| \| 46½ \| West Rupert VT \| West Rupert VT \| \| \| \| Vermont/New York \| \| \| \| 54½ \| Salem NY \| Salem NY \| \| \| \| nach Thomson \| \| \| \| ? \| Greenwich Junction NY (Keilbahnhof) \| Greenwich Junction NY (Keilbahnhof) \| \| \| \| Verbindungskurve von Thomson \| \| \| \| \| Batten Kill (4×) \| \| \| \| 66 \| Shushan NY \| Shushan NY \| \| \| \| Batten Kill \| \| \| \| 74 \| Cambridge NY \| Cambridge NY \| \| \| \| von North Pownal \| \| \| \| \| Hoosic River \| \| \| \| 83½ \| Eagle Bridge NY (Keilbahnhof) \| Eagle Bridge NY (Keilbahnhof) \| \| \| \| nach Rotterdam Junction und Albany \| \| \| \| \| von Greenfield \| \| \| \| \| nach Troy \| \| |                      |                                     |                                     |
| |                      |                                     |                                     |
| Strecke |                      | von Rutland                         | von Rutland                         |
| Abzweig ehemals geradeaus und nach rechts |                      | nach Whitehall                      | nach Whitehall                      |
| Bahnhof (Strecke außer Betrieb) | 0                    | Castleton VT (früher Keilbahnhof)   | Castleton VT (früher Keilbahnhof)   |
| Kreuzung (Strecken außer Betrieb) |                      | Straßenbahn Rutland                 | Straßenbahn Rutland                 |
| Haltepunkt / Haltestelle (Strecke außer Betrieb) | 2½                   | Parker Hill VT                      | Parker Hill VT                      |
| Haltepunkt / Haltestelle (Strecke außer Betrieb) | 3                    | Blissville VT                       | Blissville VT                       |
| Abzweig geradeaus und nach rechts (Strecke außer Betrieb) |                      | Verbindung zur Straßenbahn Rutland  | Verbindung zur Straßenbahn Rutland  |
| Haltepunkt / Haltestelle Streckenende und quer (Strecke außer Betrieb) · Bahnhof (Strecke außer Betrieb) | 13                   | Poultney VT (Straßenbahn Rutland)   | Poultney VT (Straßenbahn Rutland)   |
| Brücke über Wasserlauf (Strecke außer Betrieb) |                      | Poultney River                      | Poultney River                      |
| Grenze (Strecke außer Betrieb) |                      | Vermont/New York                    | Vermont/New York                    |
| Haltepunkt / Haltestelle (Strecke außer Betrieb) | ?                    | Raceville NY                        | Raceville NY                        |
| Bahnhof (Strecke außer Betrieb) | 22½                  | Middle Granville NY                 | Middle Granville NY                 |
| Bahnhof (Strecke außer Betrieb) | 25½                  | Granville NY                        | Granville NY                        |
| Brücke über Wasserlauf (Strecke außer Betrieb) |                      | Mettawee River                      | Mettawee River                      |
| Grenze (Strecke außer Betrieb) |                      | New York/Vermont                    | New York/Vermont                    |
| Bahnhof (Strecke außer Betrieb) | 32                   | West Pawlet VT                      | West Pawlet VT                      |
| Bahnhof (Strecke außer Betrieb) | 43½                  | Rupert VT                           | Rupert VT                           |
| Haltepunkt / Haltestelle (Strecke außer Betrieb) | 46½                  | West Rupert VT                      | West Rupert VT                      |
| Grenze (Strecke außer Betrieb) |                      | Vermont/New York                    | Vermont/New York                    |
| Betriebs-/Güterbahnhof Strecke bis hier außer Betrieb | 54½                  | Salem NY                            | Salem NY                            |
| Abzweig geradeaus und nach rechts |                      | nach Thomson                        | nach Thomson                        |
| Dienststation / Betriebs- oder Güterbahnhof | ?                    | Greenwich Junction NY (Keilbahnhof) | Greenwich Junction NY (Keilbahnhof) |
| Abzweig geradeaus und von rechts |                      | Verbindungskurve von Thomson        | Verbindungskurve von Thomson        |
| Brücke über Wasserlauf |                      | Batten Kill (4×)                    | Batten Kill (4×)                    |
| Dienststation / Betriebs- oder Güterbahnhof | 66                   | Shushan NY                          | Shushan NY                          |
| Brücke über Wasserlauf |                      | Batten Kill                         | Batten Kill                         |
| Dienststation / Betriebs- oder Güterbahnhof | 74                   | Cambridge NY                        | Cambridge NY                        |
| Abzweig geradeaus und ehemals von links |                      | von North Pownal                    | von North Pownal                    |
| Brücke über Wasserlauf |                      | Hoosic River                        | Hoosic River                        |
| Dienststation / Betriebs- oder Güterbahnhof | 83½                  | Eagle Bridge NY (Keilbahnhof)       | Eagle Bridge NY (Keilbahnhof)       |
| Abzweig geradeaus und ehemals nach rechts |                      | nach Rotterdam Junction und Albany  | nach Rotterdam Junction und Albany  |
| Abzweig geradeaus und von links |                      | von Greenfield                      | von Greenfield                      |
| Strecke |                      | nach Troy                           | nach Troy                           |

Die Bahnstrecke Castleton–Eagle Bridge ist eine Eisenbahnstrecke in Vermont und New York (Vereinigte Staaten). Sie ist etwa 84 Kilometer lang und verbindet unter anderem die Städte Castleton, Poultney, Granville, West Pawlet, Rupert, Salem, Shushan, Cambridge und Eagle Bridge. Der Abschnitt von Castleton nach Salem ist stillgelegt. Den übrigen Teil betreibt die Batten Kill Railroad im Güterverkehr.

## Geschichte
1847 wurde die Rutland and Washington Railroad gegründet, die eine Bahnstrecke von Rutland zur Grenze nach New York bei Whitehall bauen wollte. Die Bahngesellschaft änderte jedoch bald darauf ihren Plan und wollte nun ihre Strecke von Castleton aus weiter südwärts direkt in Richtung Troy verlegen. Am 9. März 1852 ging die Strecke von Castleton bis Eagle Bridge in Betrieb. In Eagle Bridge bestand Anschluss an die Hauptstrecke Troy and Boston Railroad nach Troy, die jedoch auch eine eigene Strecke östlich der Rutland&Washington über Bennington nach Rutland hatte, was dem Verkehrsaufkommen auf der Strecke über Castleton eher abträglich war. Da jedoch 1853 die Bahnstrecke Albany–Eagle Bridge eröffnet wurde, konnten ab Oktober des Jahres durchlaufende Züge nach Albany angeboten werden. 1865 übernahm die Rensselaer and Saratoga Railroad die Strecke. Ab 1. Mai 1871 führte die Delaware and Hudson Railroad den Betrieb, nachdem sie die Rensselaer&Saratoga übernommen hatte. Die Strecke wurde nun als Washington Branch, benannt nach dem durchfahrenen Washington County, bezeichnet.
Die Delaware&Hudson baute Anfang des 20. Jahrhunderts eine Lokwerkstatt in Salem, wo die für den Güterverkehr hauptsächlich verwendeten Consolidation-Loks mit der Achsfolge 2-8-0 gewartet werden konnten. Am 28. Februar 1933 endete der spärliche Personenverkehr auf der Strecke. Nach dem Zweiten Weltkrieg wurde auch der Güterverkehr immer weniger. Ein werktäglicher Güterzug pro Richtung fuhr noch bis in die 1960er Jahre. Der Dampfbetrieb wurde zugunsten einer kleinen Diesellok vom Typ ALCO RS-3 aufgegeben. Am 15. November 1981 endete der Güterverkehr, nachdem die Gleisqualität für einen sicheren Betrieb zu schlecht geworden war.
Der Abschnitt von Salem nach Eagle Bridge wurde an die Eagle Bridge-Thomson Development Corporation des Bundesstaats New York verkauft und an die Batten Kill Railroad vermietet, die am 22. Oktober 1982 den Güterverkehr wieder aufnahm. Im gleichen Jahr wurde der übrige Abschnitt von Castleton nach Salem stillgelegt und abgebaut. Der Großteil der Trasse dient heute einem Rad- und Wanderweg, dem Delaware and Hudson Rail-Trail. Der weiterhin betriebene südliche Abschnitt wurde 1994 von der Eagle Bridge–Thomson Development Corporation auf die gemeinnützige Northeastern New York Railroad Preservation Group übertragen. Die Betriebsführung verblieb unverändert bei der Batten Kill Railroad.

## Streckenbeschreibung
Die Strecke beginnt in Castleton, wo sich früher ein Keilbahnhof befunden hat und wo heute einmal täglich Amtrak-Züge von Rutland nach New York halten. Die Trasse führt südöstlich an der Stadt Castleton vorbei und durch Poultney hindurch. Kurz darauf überquert sie das erste Mal die Grenze nach New York. Am Mettawee River entlang verläuft die Strecke weiter südwärts durch Granville und überquert erneut die Grenze. Wieder in Vermont wurde West Pawlet und Rupert durchfahren, bevor die Strecke endgültig nach New York führt. Hier ist kurz hinter der Grenze Salem erreicht, wo heute die Gleise beginnen. Die Batten Kill Railroad befährt neben der Strecke von Salem nach Eagle Bridge auch eine Zweigstrecke, die hinter Salem in einem Gleisdreieck nach Greenwich und Thomson abzweigt. Hier erreicht die Trasse das Tal des Batten Kill, der insgesamt fünfmal überquert wird. Erst kurz vor Eagle Bridge verlässt sie das Tal. In Eagle Bridge überquert die Bahnstrecke noch den Hoosic River, bevor sie in den Bahnhof des Ortes mündet.